# Conde de Shrewsbury

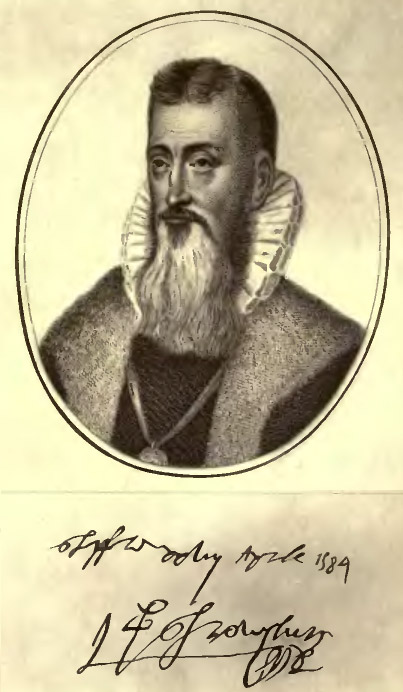
George Talbot, 6.º Conde de Shrewsbury (falecido em 1590)

Conde de Shrewsbury /ˈʃroʊzbəri/  é um título hereditário de nobreza criado duas vezes no Pariato da Inglaterra. O segundo condado data de 1442. O detentor do Condado de Shrewsbury também detém o título de Conde de Waterford (1446) no Pariato da Irlanda e Conde Talbot (1784) no Pariato da Grã-Bretanha. Shrewsbury e Waterford são os condados mais antigos em seus pares, detidos por alguém sem título superior (os condados mais antigos em cada pariato são detidos pelo Duque de Norfolk e pelo Duque de Leinster) e, como tal, o Conde de Shrewsbury é às vezes descrito como o primeiro conde da Inglaterra e da Irlanda.  

## História

### Primeira criação, 1074
A primeira criação ocorreu em 1074 para Roger de Montgomerie, um dos principais conselheiros de Guilherme, o Conquistador. Ele foi um dos Lordes Marcher, junto com o Conde de Hereford e o Conde de Chester, um baluarte contra os galeses; ele recebeu grandes poderes, e seu território, que se estendia de Shropshire (do qual Shrewsbury é a capital do condado) até Mid-Wales (o condado de Montgomeryshire recebeu seu nome), estava fora da administração ordinária; ele também recebeu terras por toda a Inglaterra.
Roger foi sucedido em 1094 por seu filho mais novo, Hugh, e seu filho mais velho, Robert de Bellême, sucedeu em suas terras na Normandia . Com a morte de Hugo em 1098, o condado passou para seu irmão Roberto.
O título foi perdido em 1102 depois que o terceiro conde, Robert, se rebelou contra Henrique I e se juntou à invasão da Inglaterra por Robert Curthose em 1101.

### Segunda criação, 1442
O título foi criado pela segunda vez em 1442, quando John Talbot, 7.º Barão Talbot, um general inglês na Guerra dos Cem Anos, foi feito Conde de Shrewsbury no Pariato da Inglaterra . Ele também foi nomeado Lorde Alto Administrador hereditário da Irlanda e, em 1446, Conde de Waterford no Pariato da Irlanda (portanto, os dois títulos sempre descendem juntos).  John Talbot, o primeiro conde, foi sucedido por seu filho John, o segundo conde, que já havia sucedido como sétimo barão Furnivall após a morte de sua mãe em 1433. Lord Shrewsbury serviu como Lorde Chanceler da Irlanda e Lorde Alto Tesoureiro da Inglaterra. Ele foi morto na Batalha de Northampton em 1460 durante a Guerra das Rosas.
Seu neto, o quarto conde, foi Lorde Mordomo da Casa entre 1509 e 1538. Seu filho, o quinto conde, foi convocado para a Câmara dos Lordes por meio de um mandado de aceleração como Lord Talbot em 1533, cinco anos antes de suceder seu pai. Após sua morte, os títulos passaram para seu filho, o sexto conde. Lord Shrewsbury foi encarregado da custódia de Maria, Rainha dos Escoceses, e também serviu como Conde Marechal de 1572 a 1590. Ele se casou como sua segunda esposa com a famosa Bess de Hardwick.
Shrewsbury foi sucedido por seu filho de seu primeiro casamento com Lady Gertrude Manners, o sétimo conde. Ele representou Derbyshire na Câmara dos Comuns e serviu como Lorde Tenente de Derbyshire. Ele não teve filhos homens e, após sua morte em 1616, as baronias de Talbot, Strange of Blackmere e Furnivall ficaram suspensas entre suas três filhas. Ele foi sucedido nos condados por seu irmão mais novo, o oitavo conde. Ele foi membro do Parlamento por Northumberland. Ele também não teve um herdeiro homem e foi sucedido por seu parente distante, o nono conde. Ele era tataraneto de Sir Gilbert Talbot (falecido em 1518), terceiro filho do segundo conde de Shrewsbury. A família comprou o Barlow Woodseats Hall em 1593 como parte da propriedade.
Ele foi sucedido por seu sobrinho, George, o décimo conde e lorde de Grafton. Ele era filho de John Talbot de Grafton. Após sua morte, os títulos passaram para seu filho, o décimo primeiro conde. Ele foi morto em um duelo com George Villiers, 2.º Duque de Buckingham . Seu filho, o décimo segundo conde, foi um estadista proeminente. Ele foi um dos Sete Imortais que em 1688 convidaram Guilherme de Orange para invadir a Inglaterra e depor seu sogro Jaime II e mais tarde serviu sob Guilherme e Maria como Secretário de Estado para o Departamento do Sul e Secretário de Estado para o Departamento do Norte . Em 1694, ele foi nomeado Marquês de Alton e Duque de Shrewsbury no Pariato da Inglaterra. O duque não tinha filhos e, com sua morte em 1718, o marquesado e o ducado foram extintos.
Ele foi sucedido em seus outros títulos por seu primo, o décimo terceiro conde. Ele era filho do honroso Gilbert Talbot, segundo filho do décimo conde. Lord Shrewsbury estava nas Ordens Sagradas da Igreja de Roma. Após sua morte, os títulos passaram para seu sobrinho George, o décimo quarto conde (que era filho do honroso George Talbot). Ele não tinha filhos e foi sucedido por seu sobrinho Charles, o décimo quinto conde (que era filho de Charles Talbot). Em 1812, ele iniciou a criação dos extensos jardins em Alveton Lodge, Staffordshire (mais tarde renomeado Alton Towers), cuja propriedade pertencia à família desde o século XV. Quando ele morreu, os títulos foram herdados por seu sobrinho John, o décimo sexto conde, filho do Honorável John Joseph Talbot. Quando em 1831 a casa principal da família em Heythrop, Oxfordshire, foi destruída por um incêndio, ele mudou a sede da família para Alton Towers. O décimo sexto conde também foi um notável patrono da AWN Pugin. Ele foi sucedido por Bertram, seu primo em segundo grau, o décimo sétimo conde, que era bisneto do Honorável George Talbot, filho mais novo do já mencionado Gilbert Talbot (falecido em 1711), segundo filho do décimo conde.
Bertram morreu solteiro e jovem em 1856. Por testamento, ele deixou suas propriedades para Lorde Edmund Howard (por Licença Real de 1876-1922: Talbot), filho do Duque de Norfolk, um testamento contestado por três parentes distantes e, após um longo e caro processo legal, a Câmara dos Lordes decidiu em 1860 a favor de Henry John Chetwynd-Talbot, 3.º Conde Talbot, que se tornou o décimo oitavo Conde de Shrewsbury e Waterford. Ele era descendente do já mencionado Honorável Sir Gilbert Talbot (falecido em 1518), terceiro filho do segundo Conde de Shrewsbury. Ele também possuía os títulos de Barão Talbot, de Hensol, no Condado de Glamorgan, e Visconde de Ingestre, de Ingestre Hall, no Condado de Stafford. Lord Shrewsbury foi almirante da Marinha Real e também serviu na segunda administração conservadora do Conde de Derby como Capitão do Honorável Corpo de Cavalheiros de Armas (chefe da Câmara dos Lordes) de 1858 a 1859.

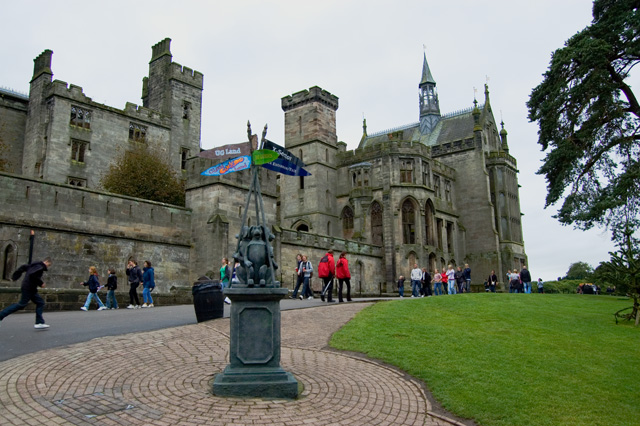
Alton Towers, antiga sede dos Condes de Shrewsbury, agora faz parte de um parque temático.

Seu filho mais velho, o décimo nono conde, também serviu como capitão do Honorável Corpo de Cavalheiros de Armas, cargo que ocupou de 1874 a 1877 sob o comando de Benjamin Disraeli. Ele foi sucedido por seu filho, o vigésimo conde. Ele causou um escândalo na Inglaterra vitoriana ao fugir com uma mulher casada, Ellen Miller-Mundy. Mais tarde, eles se casaram. Após sua morte, os títulos passaram para seu neto, o vigésimo primeiro conde. Ele era filho de Charles John Alton Chetwynd-Talbot, Visconde Ingestre. Desde 2017  os títulos de nobreza são detidos pelo filho mais velho do vigésimo primeiro conde, o vigésimo segundo conde, que o sucedeu em 1980. Ele é um dos noventa pares hereditários eleitos que permanecem na Câmara dos Lordes após a aprovação da Lei da Câmara dos Lordes de 1999 e faz parte dos bancos conservadores. Ele também é o Lorde Alto Administrador hereditário da Irlanda e, como detentor deste cargo, tem permissão para portar um cajado branco na coroação do monarca britânico.
Lorde Shrewsbury é o conde mais antigo na Lista do Pariato da Inglaterra (o condado mais antigo de Arundel é mantido pelo Duque de Norfolk). O condado de Waterford é às vezes chamado de "Primeiro Condado da Irlanda na Lista ", já que o mais antigo condado irlandês, o de Kildare, foi um título subsidiário do Duque de Leinster por séculos e o Conde detinha o mais antigo condado irlandês detido por qualquer pessoa classificada como Conde. Se o Visconde Mountgarret provar sua suposta reivindicação ao condado de Ormonde de 1328, os Condes de Shrewsbury perderiam essa distinção, mas eles derivam maior precedência de seu condado inglês em qualquer caso. Apesar de possuir três condados com nomes diferentes, Lord Shrewsbury é sempre chamado simplesmente de "O Conde de Shrewsbury".
A sede dos Condes de Shrewsbury era Alton Towers até ser vendida em 1924 pelos 21º Condes Trustees. A sede da família ainda fica em Staffordshire, perto de Ashbourne e Uttoxeter.
A cripta da família é a Capela Shrewsbury na Catedral de Sheffield. Em 2013, descobriu-se que a maioria dos caixões de Shrewsbury havia desaparecido da câmara funerária.  O atual conde foi nomeado Alto Administrador da Catedral de Sheffield. A outra cripta da família – a dos Condes de Chetwynd-Talbot de Shrewsbury – fica na Igreja de Santa Maria Virgem, Ingestre, Stafford.
Três outros membros da família Talbot também podem ser mencionados. O honroso John Talbot, filho do primeiro conde de Shrewsbury com sua segunda esposa Margaret Beauchamp, foi criado Visconde Lisle em 1451. O almirante honorário Walter Carpenter (que assumiu o sobrenome Carpenter em vez de seu patronímico Chetwynd-Talbot), segundo filho do décimo oitavo conde, foi um comandante naval e membro do Parlamento. O Major-General, o Hon. Sir Reginald Talbot, terceiro filho do décimo oitavo conde, foi um soldado, político e governador colonial.

## Titulares do título

Brasão de Talbot: gules, um leão desenfreado dentro de uma bordadura gravada ou. Estes eram os brasões paternos de Gwenllian, filha e herdeira de Rhys Mechyll (falecido em 1244), Príncipe da Casa Galesa de Deheubarth, neto de Rhys ap Gruffydd e esposa de Gilbert Talbot (falecido em 1274), avô de Gilbert Talbot, 1.º Barão Talbot (falecido em 1345/6), assumidos por Talbot como armas de aliança de uma grande herdeira, que substituiu seus próprios antigos brasões paternos de Barry de seis pratas e gules. A suposição sobre Gwenllian, no entanto, era infundada, pois Rhys Mechyll também tinha herdeiros do sexo masculino que aderiram ao brasão da Casa de Deheubarth.

### Condes de Shrewsbury, primeira criação (1074)
- Roger de Montgomery, 1.º Conde de Shrewsbury (falecido em 1094)
- Hugh de Montgomery, 2.º Conde de Shrewsbury (falecido em 1098)
- Roberto de Bellême, 3.º conde de Shrewsbury (1052–1113) (perda em 1102)

### Condes de Shrewsbury, segunda criação (1442)
- John Talbot, 1.º Conde de Shrewsbury, 1.º Conde de Waterford, 7.º Barão Talbot, 10.º Barão Strange de Blackmere (1387–1453)
- John Talbot, 2.º Conde de Shrewsbury, 2.º Conde de Waterford, 8.º Barão Talbot, 11.º Barão Strange de Blackmere, 7.º Barão Furnivall (1413–1460)
- John Talbot, 3.º Conde de Shrewsbury, 3.º Conde de Waterford, 9.º Barão Talbot, 12.º Barão Strange de Blackmere, 8.º Barão Furnivall (1448–1473)
- George Talbot, 4.º Conde de Shrewsbury, 4.º Conde de Waterford, 10.º Barão Talbot, 13.º Barão Strange de Blackmere, 9.º Barão Furnivall (1468–1538)
- Francis Talbot, 5.º Conde de Shrewsbury, 5.º Conde de Waterford, 11.º Barão Talbot, 14.º Barão Strange de Blackmere, 10.º Barão Furnivall (1500–1560)
- George Talbot, 6.º Conde de Shrewsbury, 6.º Conde de Waterford, 12.º Barão Talbot, 15.º Barão Strange de Blackmere, 11.º Barão Furnivall (1528–1590)
- Gilbert Talbot, 7.º Conde de Shrewsbury, 7.º Conde de Waterford, 13.º Barão Talbot, 16.º Barão Strange de Blackmere, 12.º Barão Furnivall (1552–1616)
- Edward Talbot, 8.º Conde de Shrewsbury, 8.º Conde de Waterford (1561–1617)
- George Talbot, 9.º Conde de Shrewsbury, 9.º Conde de Waterford (1567–1630)
- John Talbot, 10.º Conde de Shrewsbury, 10.º Conde de Waterford (1601–1654)
- Francis Talbot, 11.º Conde de Shrewsbury, 11.º Conde de Waterford (1623–1667)
- Charles Talbot, 12.º Conde de Shrewsbury, 12.º Conde de Waterford (1660–1718) (criado Duque de Shrewsbury em 1694)

### Duque de Shrewsbury (1694)
Também Marquês de Alton
- Charles Talbot, Duque de Shrewsbury, Marquês de Alton, 12.º Conde de Shrewsbury, 12.º Conde de Waterford (1660–1718)

### Condes de Shrewsbury, segunda criação (1442; revertido)
- Gilbert Talbot, 13.º Conde de Shrewsbury, 13.º Conde de Waterford (1673–1743)
- George Talbot, 14.º Conde de Shrewsbury, 14.º Conde de Waterford (1719–1787)
- Charles Talbot, 15.º Conde de Shrewsbury, 15.º Conde de Waterford (1753–1827)
- John Talbot, 16.º Conde de Shrewsbury, 16.º Conde de Waterford (1791–1852)
- Bertram Arthur Talbot, 17.º Conde de Shrewsbury, 17.º Conde de Waterford (1832–1856)
- Henry John Chetwynd-Talbot, 18.º Conde de Shrewsbury, 18.º Conde de Waterford, 3.º Conde Talbot (1803–1868)
- Charles John Chetwynd-Talbot, 19.º Conde de Shrewsbury, 19.º Conde de Waterford, 4.º Conde Talbot (1830–1877)
- Charles Henry John Chetwynd-Talbot, 20.º Conde de Shrewsbury, 20.º Conde de Waterford, 5.º Conde Talbot (1860–1921)
  - Charles John Alton Chetwynd-Talbot, Visconde de Ingestre (1882–1915)
- John George Charles Henry Alton Alexander Chetwynd-Talbot, 21.º Conde de Shrewsbury, 21.º Conde de Waterford, 6.º Conde Talbot (1914–1980)
- Charles Henry John Benedict Crofton Chetwynd Chetwynd-Talbot, 22.º Conde de Shrewsbury, 22.º Conde de Waterford, 7.º Conde Talbot (nascido em 1952)

O herdeiro aparente é o filho do atual titular, James Richard Charles John Chetwynd-Talbot, Visconde Ingestre (nascido em 1978).
 O herdeiro aparente do herdeiro aparente é seu filho George Henry Charles John Alton Chetwynd-Talbot (nascido em 2013).

## Propriedades pertencentes aos Condes de Shrewsbury (segunda criação)
A sede da família agora é Wanfield Hall, perto de Kingstone, Staffordshire . Propriedades anteriores incluem:
- Pavilhão de caça Alveston Hall.
- Castelo de Alton, propriedade dos Condes desde o século XV; reconstruído no estilo neogótico pelo 16º Conde; [13] vendido às Irmãs da Misericórdia em 1919.
- Alton Towers, construída no local do Alveston Hall em 1811-14 como sede da família; vendida em 1924.
- Barlow Woodseats Hall, comprado em 1593; vendido em meados de 1600.
- Grafton Manor, residência de George, filho de John Talbot de Grafton, antes de herdar o título; vendida em 1934.
- Heythrop Park, desenvolvido como sede da família em 1700-1705; incendiado em 1831 e vendido em 1870.
- Ingestre Hall, herdado por casamento da família Chetwynd em 1748; vendido ao Sandwell Metropolitan Borough Council.
- Shrewsbury Place ou Shrewsbury House, Isleworth, comprada pelo parente Sir John Talbot em 1678, passou para o duque protestante de Shrewsbury (falecido em 1718) e para o católico romano George Talbot (falecido em 1733), frequentemente conhecido em vida como conde de Shrewsbury. Sua viúva continuou a viver em Isleworth até sua morte em 1752, e foi como seu capelão que o primeiro padre registrado ministrou em Isleworth. A casa era uma escola católica para meninos em 1770 e foi demolida em 1810. [14]